# Laerru
Laerru est une commune de la province de Sassari en Sardaigne (Italie).

## Administration
| Période                                  | Période  | Identité         | Étiquette    | Qualité |
| ---------------------------------------- | -------- | ---------------- | ------------ | ------- |
| 9 mai 2005                               | En cours | Francesco Fraoni | Lista Civica |         |
| Les données manquantes sont à compléter. |          |                  |              |         |

### Communes limitrophes
Bulzi, Martis, Nulvi, Perfugas, Sedini